# Blackpink
BLACKPINK (hangul: 블랙핑크, zapis stylizowany: BLΛƆKPIИK) – południowokoreański girlsband, który zadebiutował w 2016 roku pod wytwórnią YG Entertainment. Grupa składa się z czterech członkiń: Jisoo, Jennie, Rosé i Lisy. Zadebiutowały z piosenkami „Boombayah” i „Whistle” wydanymi na ich pierwszym singlu (ang. single album) Square One, który ukazał się 8 sierpnia 2016.

## Historia

### Przed debiutem i kształtowanie
YG Entertainment początkowo ogłosiło utworzenie nowego girlsbandu w 2012 roku publikując serię zdjęć i filmów, pokazujących prawdopodobne członkinie grupy.
Członkinie BLACKPINK zaangażowały się we własne kariery z chwilą ogłoszenia zespołu. Jisoo pojawiła się w wielu filmach komercyjnych, w tym w jednym dla Samsonite RED z aktorem Lee Min-ho, i reklamach Smart Uniform i LG Stylus 2 wraz z boysbandem iKON. Zagrała również w wielu klipach muzycznych z innymi artystami spod YG Entertainment, takimi jak Epik High w „Spoiler” i „Happen Ending”, oraz z Hi Suhyun w „I’m Different”. W 2015 roku zadebiutowała w serialu Producent, przy boku Sandara Park i Kang Seung-yoon. Jennie pojawiła się w teledysku G-Dragona „That XX”, z jego albumu One of a Kind. Rosé wystąpiła w teledysku G-Dragona „Without You”, w którym została wymieniona jako „? of YG New Girl Group”. Lisa była już modelką, reklamowała ubrania linii Nona9on, spod YG Entertainment. Wystąpiła też gościnnie w teledysku Taeyanga, „Ringa Linga”.
Po czterech latach YG Entertainment ujawnił ostateczny skład i nazwę grupy, w dniu 29 czerwca 2016 roku. Nazwa ich zespołu jest połączeniem dwóch przeciwstawnych kolorów, różowego i czarnego. YG wyjaśnia, że „nazwa zespołu sugeruje, że zespół ten ma zarówno ładny wizerunek i talent artysty”. BLACKPINK, składający się z czterech członkiń, to pierwszy girlsband, który zadebiutował pod YG Entertainment, po siedmiu latach. Poinformowano, że zespół nie będzie miał liderki, gdyż członkinie są bliskimi przyjaciółkami.

### 2016: Debiut zeSquare OneiSquare Two

Oficjalne logo Blackpink

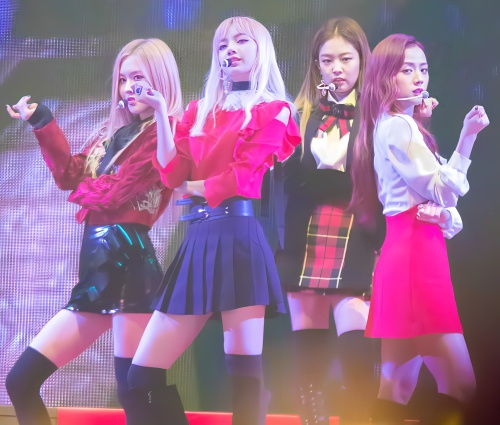
Blackpink wykonuje „Playing with Fire” na gali Melon Music Awards 2016, 19 listopada 2016 roku

BLACKPINK wydały jeden swój pierwszy singel Square One 8 sierpnia 2016 roku. Debiutancki showcase zespołu odbył się 8 sierpnia, występ był transmitowany na żywo na aplikacji V Naver. Utwór „Boombayah” został wyprodukowany przez Teddy’ego Parka, który napisał słowa wspólnie z Bekuh BOOM. Teledysk do utworu został wyreżyserowany przez Seo Hyun-seung, który reżyserował także „I Am the Best” 2NE1 i „Fantastic Baby” Big Bangu. Drugi utwór „Whistle” został wyprodukowany przez Teddy’ego Park i Future Bounce, słowa napisali Teddy Park i Bekuh BOOM. Dwa główne utwory z płyty uplasowały się na 1. i 2. pozycji listy Billboard World Digital Songs. Znalazły się też na tygodniowych rankingach muzycznych na największym chińskim serwisie muzycznym QQ Music. Pierwszy występ BLACKPINK w programie muzycznym odbył się 14 sierpnia 2016 roku Inkigayo. Grupa zwyciężyła po raz pierwszy w tym samym programie 13 dni po debiucie, pobijając rekord grupy miss A (22 dni). Zakończyły promocję płyty Square One 11 września kolejną wygraną w Inkigayo.
1 listopada ukazały się teledyski do utworów „Playing with Fire” (kor. 불장난) i „Stay”, a 11 listopada ukazał się drugi singel Square Two, razem z promującymi go utworami. Obie piosenki zostały wyprodukowane przez Teddy’ego Parka. Pierwszy comeback grupy odbył się 6 listopada w programie Inkigayo, a następnie 10 listopada w M Countdown. „Playing with Fire” był drugim singlem odnotowanym na 1. pozycji listy Billboard World Digital Songs.
Debiutujący zespół zakończył rok z kilkoma nagrodami dla Najlepszego Nowego Artysty Roku m.in. podczas ceremonii Melon Music Awards, Golden Disc Awards oraz Seoul Music Awards.

### 2017:As If It’s Your Lasti debiut w Japonii

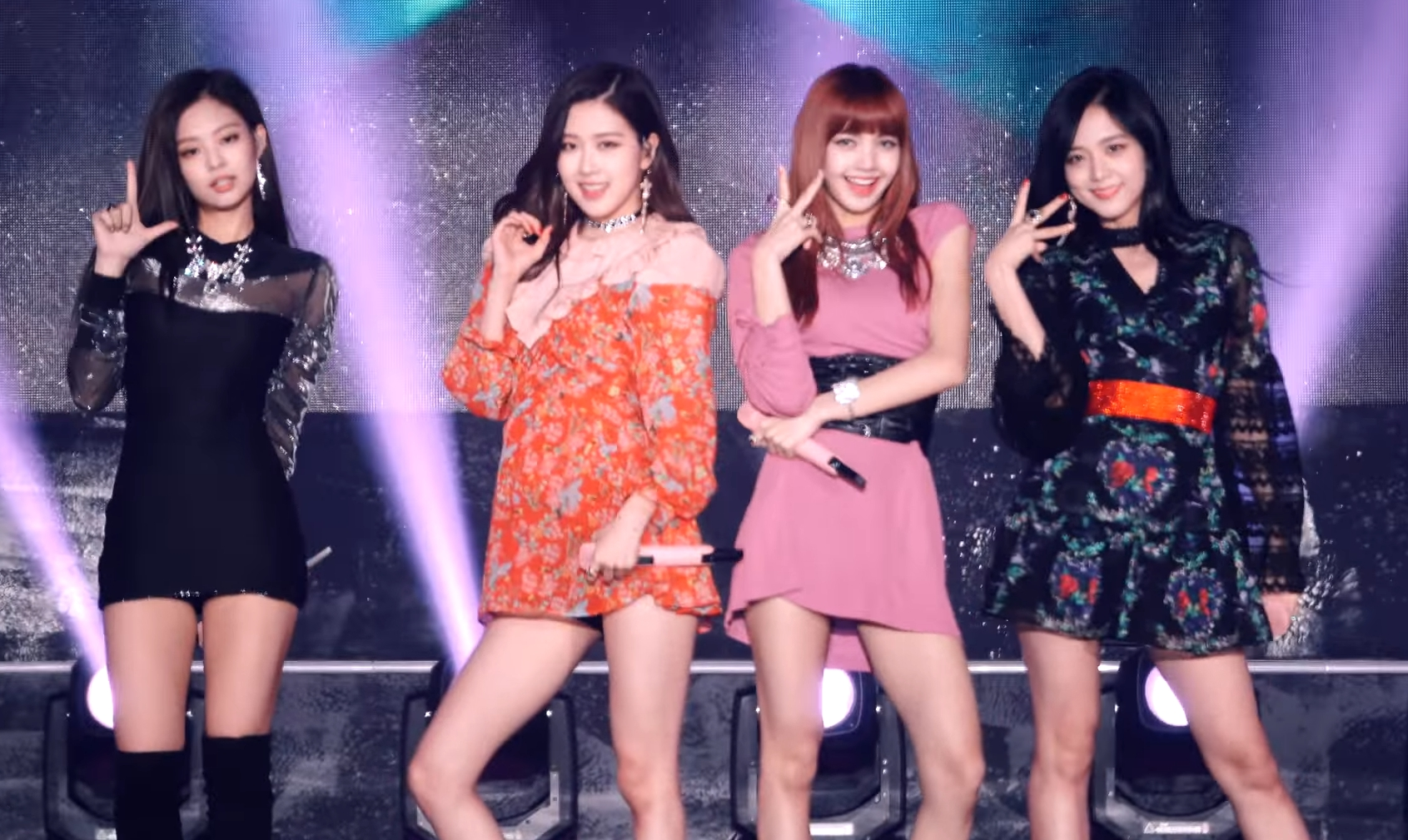
Blackpink wykonuje „As If It's Your Last” na Korea Music Festival w Gocheok Sky Dome w Seulu, 1 października 2017 roku

22 czerwca BLACKPINK wydały cyfrowy singel zatytułowany „As If It’s Your Last” (kor. 마지막처럼). Piosenka została opisana jako mieszanka house’u, reggae i moombahtonu. Zadebiutowała na pierwszym miejscu listy Billboardu World Digital Song z 22 czerwca. W ciągu 17 godzin od premiery teledysk do utworu „As If It’s Your Last” zyskał ponad 11 milionów wyświetleń w serwisie YouTube, stając się teledyskiem grupy K-pop, który najszybciej przekroczył 10 milionów odsłon, pokonując dotychczasowy rekord BTS „Not Today” (10 mln odsłon w ciągu 21 godzin).
16 maja 2017 roku zapowiedziano, że BLACKPINK zadebiutują w Japonii latem 2017 roku; ich debiutancki showcase 20 lipca w Nippon Budōkan w Tokio, a minialbum ukazał się 9 sierpnia. W showcase’ie wzięło udział 14 tys. fanów, a 200 tys. osób ubiegało się o wejściówki. Data wydania minialbumu została później zmieniona na 30 sierpnia. BLACKPINK zajął 1. miejsce na tygodniowej liście albumów Oricon i sprzedał siłę w ilości pona 39 tys. egzemplarzy. Dzięki temu BLACKPINK zostały trzecią zagraniczną grupą, która znalazła się na szczycie listy z debiutanckim wydawnictwem.

### 2018:Re:BLACKPINKiSquare Up

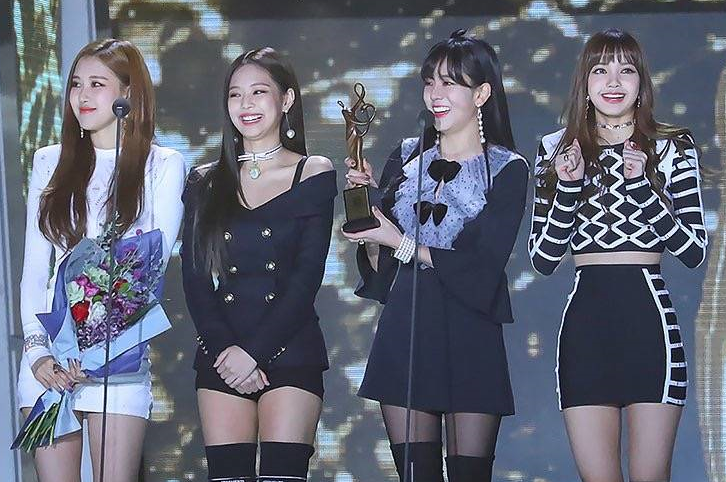
Blackpink na Seoul Music Awards w 2018 roku

W marcu 2018 roku zapowiedziano wydanie repackage album japońskiego minialbumu – Re:BLACKPINK. Płyta została wydana 28 marca 2018 roku i zawierała wszystkie piosenki i oryginalnego minialbumu w języku japońskim i koreańskim.
25 maja Yang Hyun-suk potwierdził, że planowaną datą comebacku BLACKPINK jest 15 czerwca. 4 czerwca opublikowano listę utworów pierwszego koreańskiego minialbumu grupy, zatytułowanego Square Up. Głównym singlem z płyty jest „Ddu-Du Ddu-Du” (kor. Ddu-Du Ddu-Du (뚜두뚜두)). Singel zadebiutował na 17 pt w Wielkiej Brytanii, co czyni je pierwszą żeńską grupą K-popową odnotowaną na tej liście od jej startu w 2016 roku. Został też najlepiej notowanym utworem żeńskiej grupy na Hot 100, zajmując 55 pozycję z 12,4 milionami streamów w USA i 7000 pobraniami w tygodniu do 21 czerwca 2018 roku, według Nielsen Music. Zadebiutował także pod numerem 39 na amerykańskiej Streaming Songs, jako pierwsza piosenka zespołu K-popowego. „Ddu-Du Ddu-Du” znalazł się na szczycie listy Billboard World Digital Song Sales, zostając czwartym hitem numer 1 na tym wykresie. Square Up został najwyżej odnotowanym albumem żeńskiej grupy K-popowej na Billboard 200, debiutując na pozycji 40 z 14 tys. sprzedanymi egzemplarzami, pokonując album Crush 2NE1 (61. pozycja). Minialbum uplasował się też na szczycie listy Billboard World Albums. W Korei Południowej Square Up zadebiutował na pierwszym miejscu na Gaon Albums Chart. „Ddu-Du Ddu-Du” osiągnął najwyższe notowania na pierwszym miejscu list Digital, Download, Streaming i Mobile w drugim tygodniu, podczas gdy „Forever Young” uplasował w pierwszej piątce. Teledysk do głównego singla osiągnął 36,2 miliona wyświetleń w ciągu pierwszych 24 godzin od premiery na YouTube.

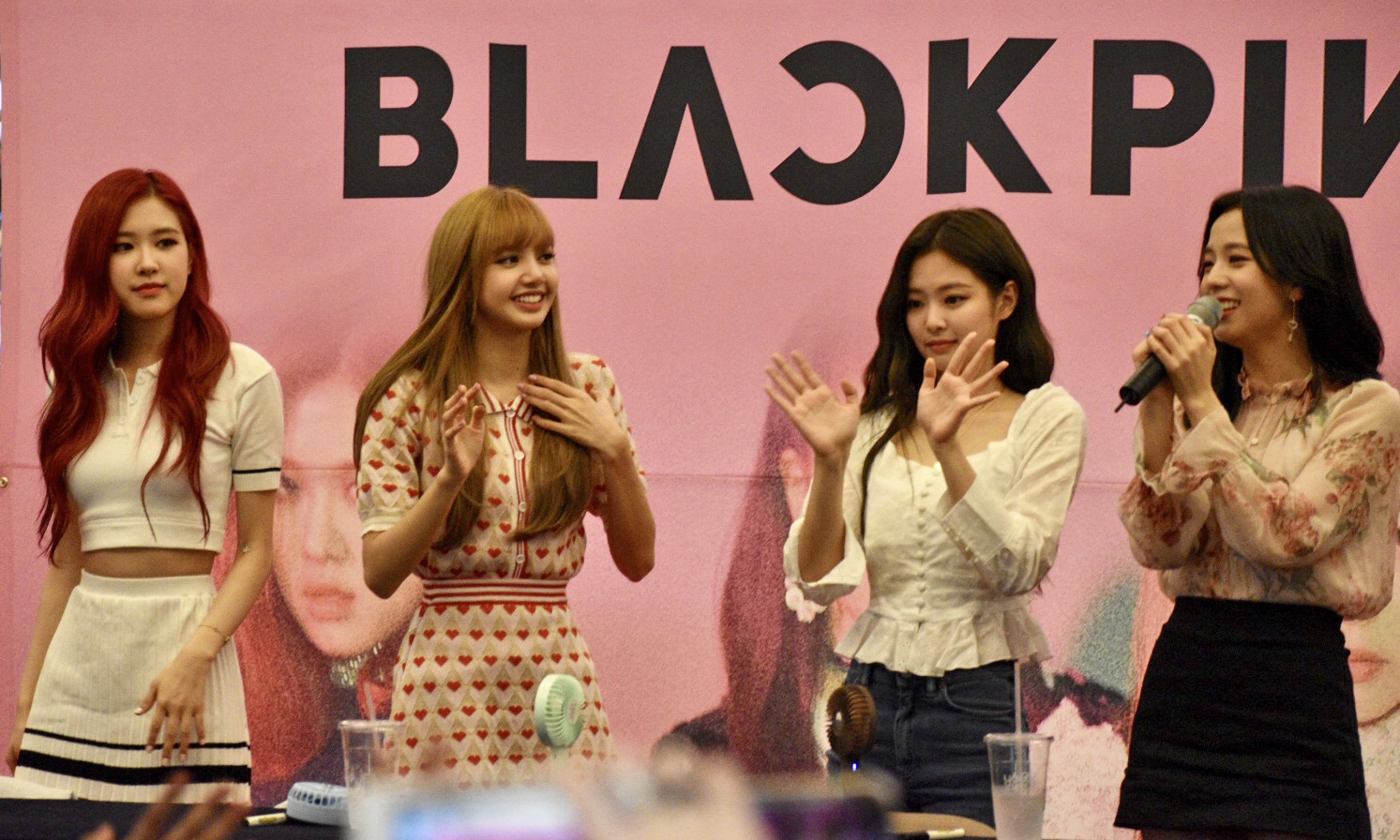
Blackpink na spotkaniu z fanami Square Up, która odbyła się w AK Plaza w Bundang, 24 czerwca 2018 roku

19 października Dua Lipa wydała oficjalne nagranie, we współpracy z BLACKPINK, piosenki „Kiss and Make Up”, która ukaże się w ramach nadchodzącej „kompletnej edycji” albumu Dua Lipa. 23 października YG Entertainment ogłosiło, że zespół podpisał kontrakt z amerykańską wytwórnią Interscope Records.
W październiku Yang Hyun-suk zapowiedział, że każda członkini BLACKPINK będzie miała solowy projekt; Jennie zadebiutuje jako pierwsza, a Rosé – druga. W tym samym miesiącu grupa podpisała kontrakt z Interscope Records, dzięki któremu będą reprezentowane przez Interscope i Universal Music Group poza Azją. W listopadzie Blackpink ogłosiły dodatkowe daty koncertów do azjatyckiej trasy In Your Area World Tour trwającej od stycznia do marca 2019 roku. Jennie zadebiutowała jako solowa artystka z singlem „Solo”, wykonując utwór po raz pierwszy 11 listopada podczas koncertu BLACKPINK w Seoulu. Piosenka wraz z teledyskiem zostały oficjalnie wydane następnego dnia.
Pierwszy japoński album studyjny, zatytułowany Blackpink in Your Area, został wydany cyfrowo 23 listopada, a następnie fizycznie – 5 grudnia. Zajął on 9. miejsce w japońskiej liście albumów Oricon, sprzedając się w nakładzie 13 tysięcy kopii w ciągu pierwszego tygodnia.

### 2019: Debiut w Stanach Zjednoczonych iKill This Love
W styczniu 2019 roku ogłoszono, że BLACKPINK wystąpią na Coachella Valley Music and Arts Festival w dniach 12 i 19 kwietnia w Californii, obok innych gwiazd, zapisując się tym samym w historii jako pierwszy K-popowy girlsband, który został zaproszony na to wydarzenie. Tego samego miesiąca YG Entertainment ogłosiło, że trasa koncertowa In Your Area World Tour obejmie występy w Ameryce Północnej, Europie i Australii. W Ameryce odbędzie się 6 występów na przełomie kwietnia i maja, a w Europie 5 występów pod koniec maja. 21 stycznia teledysk do utworu „Ddu-Du Ddu-Du” stał się najczęściej oglądanym teledyskiem K-popowej grupy na YouTube z ponad 620 milionami wyświetleń.
Pierwszy występ zespołu w Ameryce odbył się na zamkniętym evencie 2019 Grammy Artist Showcase organizowanym przez Universal Music Group przed galą nagród Grammy w Los Angeles. W lutym grupa pojawiła się w kilku amerykańskich programach telewizyjnych: 11 lutego w The Late Show with Stephen Colbert wykonały utwór „Ddu-Du Ddu-Du”, 12 lutego w Good Morning America, a także 15 lutego w Strahan and Sara

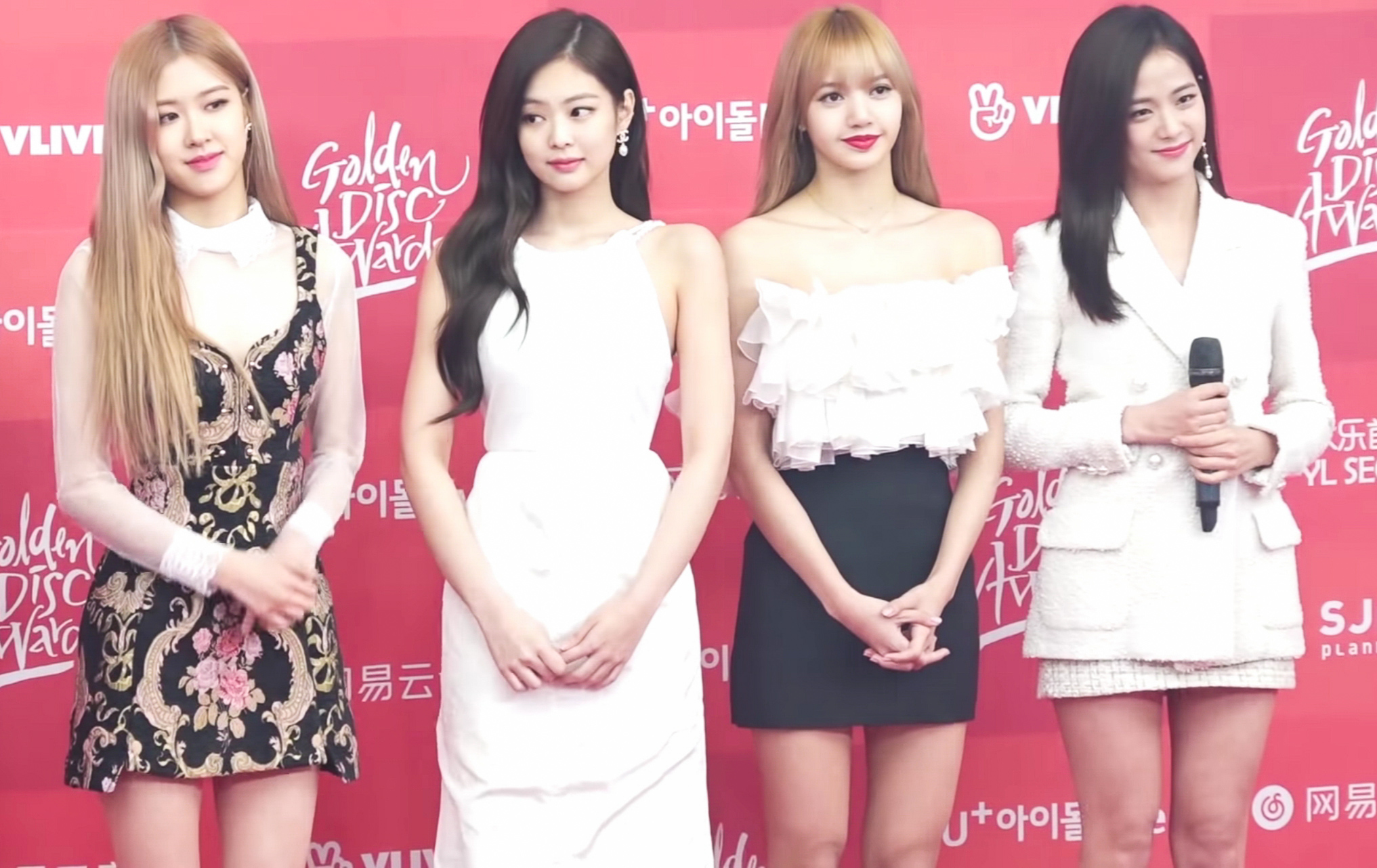
Blackpink na Golden Disc Awards

8 lutego 2019 roku Yang Hyun-suk w odpowiedzi na pytania fanów zapowiedział, że Blackpink powrócą z minialbumem zawierającym nowe utwory w marcu. Wyjawił też, że solowy utwór Rosé zostanie wydany niedługo po nowej płycie, a wybór piosenek dla pozostałych dwóch członkiń – Jisoo i Lisy – zakończył się.
Tego samego miesiąca amerykański tygodnik Billboard ogłosił, że BLACKPINK pojawią się na okładce marcowego wydania, tym samym zapowiadając limitowaną edycję tygodnika zawierającą wszystkie 5 wersji okładek.
5 kwietnia ukazał się drugi minialbum zespołu pt. Kill This Love, a także teledysk do głównego singla. Teledysk do „Kill This Love” osiągnął 56,7 miliona wyświetleń w ciągu pierwszych 24 godzin od premiery na YouTube, a 100 milionów w 2 dni i 14 godzin.

### 2020–2021: Pierwszy koreański album studyjny i The Show
22 kwietnia 2020 roku potwierdzono, że grupa wystąpi na szóstym studyjnym albumie Lady Gagi Chromatica, w utworze zatytułowanym „Sour Candy”, który został wydany jako promocyjny singel 28 maja.
18 maja YG ogłosiło, że grupa wyda przedpremierowy singel w czerwcu, a następnie dodatkowe wydawnictwo między lipcem a sierpniem, w celu promocji ich pierwszego pełnego koreańskiego albumu, na którym ma znaleźć się co najmniej 10 utworów, i który planowano wydać we wrześniu. Przedpremierowy singel, zatytułowany „How You Like That”, ukazał się 26 czerwca. 13 czerwca YG Entertainment opublikowało prolog najnowszego reality show – 24/365 with Blackpink. Pod koniec lipca wytwórnia ujawniła datę wydania albumu – 2 października. 28 sierpnia został wydany singel „Ice Cream” z udziałem amerykańskiej piosenkarki i autorki tekstów Seleny Gomez. The Album ukazał się 2 października, wraz z teledyskiem do promującego go singla „Lovesick Girls”.
14 października na Netflixie miał swoją premierę film dokumentalny BLACKPINK: Light Up The Sky, ukazujący cztery lata od debiutu zespołu w 2016 roku, w tym materiał wideo z ich dni jako stażystki, opis ich życia rodzinnego, zakulisowe historie i wywiady z członkiniami.

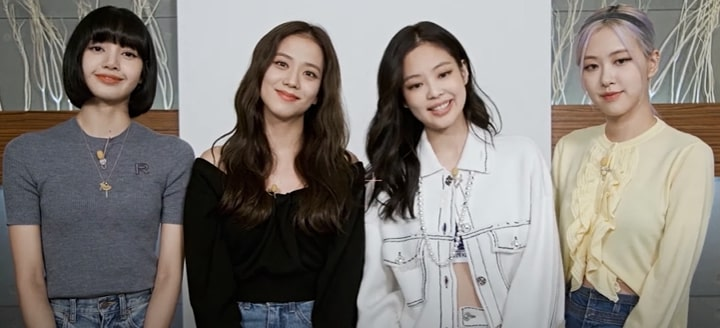
Blackpink w 2020 roku

2 grudnia Blackpink ogłosiły współpracę z YouTube Music przy pierwszym koncercie transmitowanym na żywo. Wydarzenie, nazwane „The Show”, początkowo miało odbyć się 27 grudnia 2020 roku. Ale zostało przełożone na 31 stycznia 2021 roku ze względu na nowe przepisy dotyczące pandemii COVID-19 wprowadzone w Korei Południowej. Podczas koncertu po raz pierwszy wykonały na żywo utwory z The Album, a także piosenkę Rosé „Gone” z jej pierwszego solowego albumu R. Ponad 280 000 osób kupiło członkostwo, aby uzyskać dostęp do programu, a koncert był transmitowany na żywo w 100 krajach.
3 sierpnia 2021 roku Blackpink wydały japońską wersję The Album, z japońskimi wersjami czterech z ośmiu utworów („How You Like That”, „Pretty Savage”, „Lovesick Girls” i „You Never Know”), która zajęła trzecie miejsce na liście Oricon Albums Chart.
4 sierpnia 2021 roku do kin w Korei Południowej i na całym świecie trafił film dokumentalny zatytułowany Blackpink: The Movie, który zawierał ekskluzywne wywiady z grupą, a także występy na żywo z The Show i In Your Area World Tour.

### 2022–2023:Born Pinki druga światowa trasa koncertowa

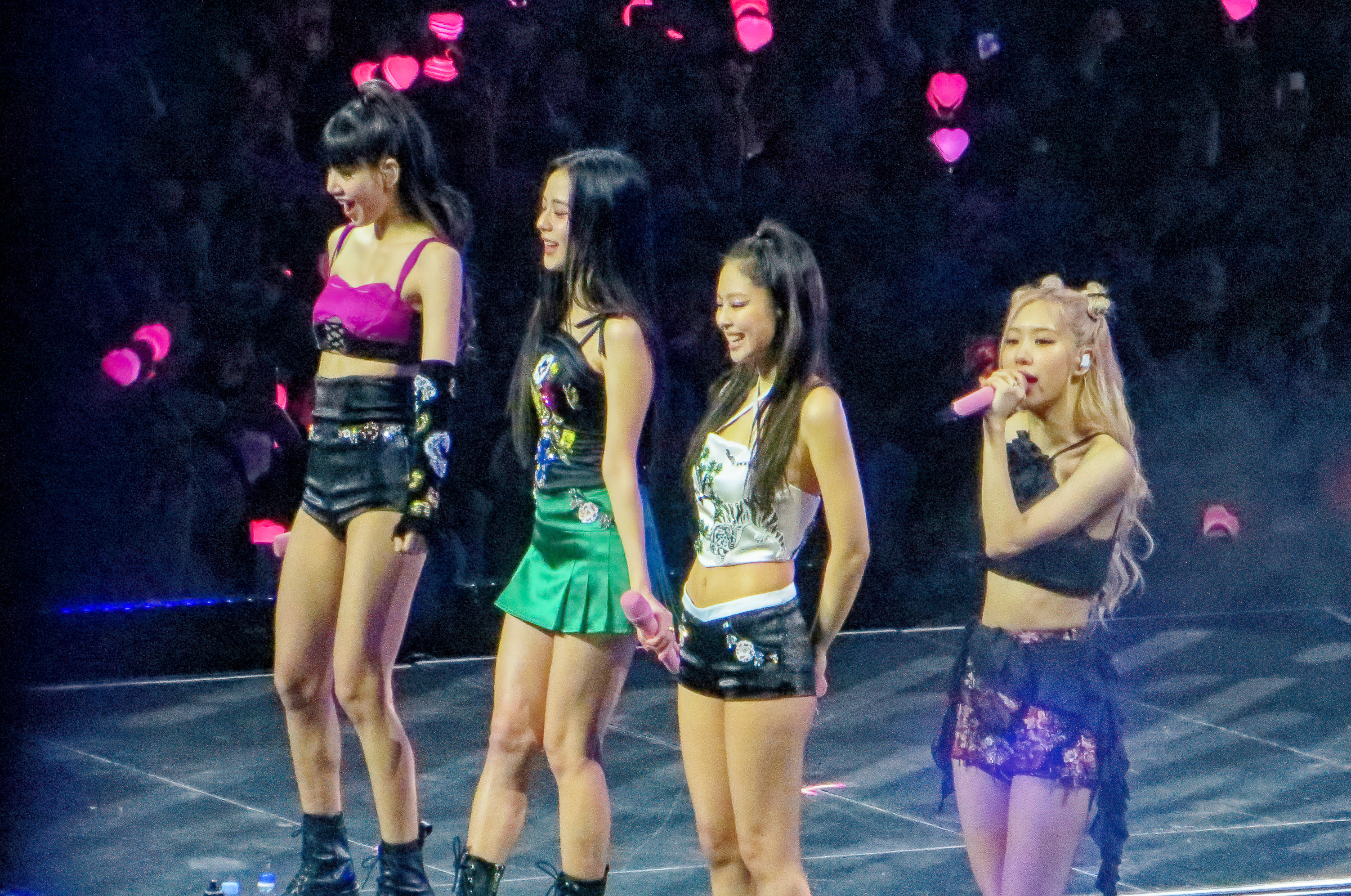
Blackpink występujące w The O2 Arena w grudniu 2022 roku

6 lipca 2022 roku YG Entertainment ogłosiło, że Blackpink jest w końcowej fazie nagrywania nowego albumu, z planami nagrania teledysku w połowie lipca i wydania nowej piosenki w sierpniu. Potwierdzili również, że pod koniec roku grupa wyruszy w drugą światową trasę koncertową. 12 lipca YG Entertainment ujawniło, że od 22 do 30 lipca Blackpink zorganizują wirtualny koncert w grze PUBG Mobile. Podczas koncertu po raz pierwszy pokazany został specjalny utwór „Ready for Love". 29 lipca utwór „Ready for Love” został wydany w całości wraz z animowanym teledyskiem.
19 sierpnia 2022 roku Blackpink wydały przedpremierowy singiel zatytułowany „Pink Venom”, przed wydaniem drugiego albumu we wrześniu, a następnie ogłoszono światową trasą koncertową, która rozpocznie się 15 października w Seulu i będzie trwać do czerwca 2023 roku. Po wydaniu „Pink Venom” przez dwa tygodnie znajdował się na szczycie listy Billboard Global 200, stając się pierwszą piosenką numer jeden dziewczęcej grupy, a także pierwszą koreańską piosenką, która znajdowała się na szczycie listy dłużej niż tydzień. Singiel zadebiutował na 22. miejscu na liście Billboard Hot 100 i stał się pierwszą piosenką grupy K-popowej, która znalazła się na szczycie listy ARIA Singles Chart.
28 sierpnia Blackpink wykonały utwór „Pink Venom” na gali MTV Video Music Awards 2022, co czyni je pierwszą kobiecą grupą K-popową w historii, która wystąpiła na tej gali.
16 września 2022 roku Blackpink wydały swój drugi album studyjny Born Pink wraz z drugim singlem „Shut Down”, który stał się ich drugą piosenką, która znalazła się na szczycie listy Billboard Global 200. Born Pink zadebiutował jako numer jeden na Circle Album Chart z 2 141 281 egzemplarzami sprzedanymi w mniej niż dwa dni i stał się pierwszym albumem dziewczęcej grupy K-popowej, który sprzedał się w ponad dwóch milionach egzemplarzy. W Stanach Zjednoczonych Born Pink zadebiutował na pierwszym miejscu listy Billboard 200. W Wielkiej Brytanii Born Pink stał się także pierwszym albumem dziewczęcej grupy K-popowej, który osiągnął pierwsze miejsce na brytyjskiej liście albumów.  Był to pierwszy raz, kiedy dziewczęca grupa jednocześnie znalazła się na szczycie list przebojów albumów w Stanach Zjednoczonych i Wielkiej Brytanii od czasu albumu Destiny Child Survivor w 2001 roku.

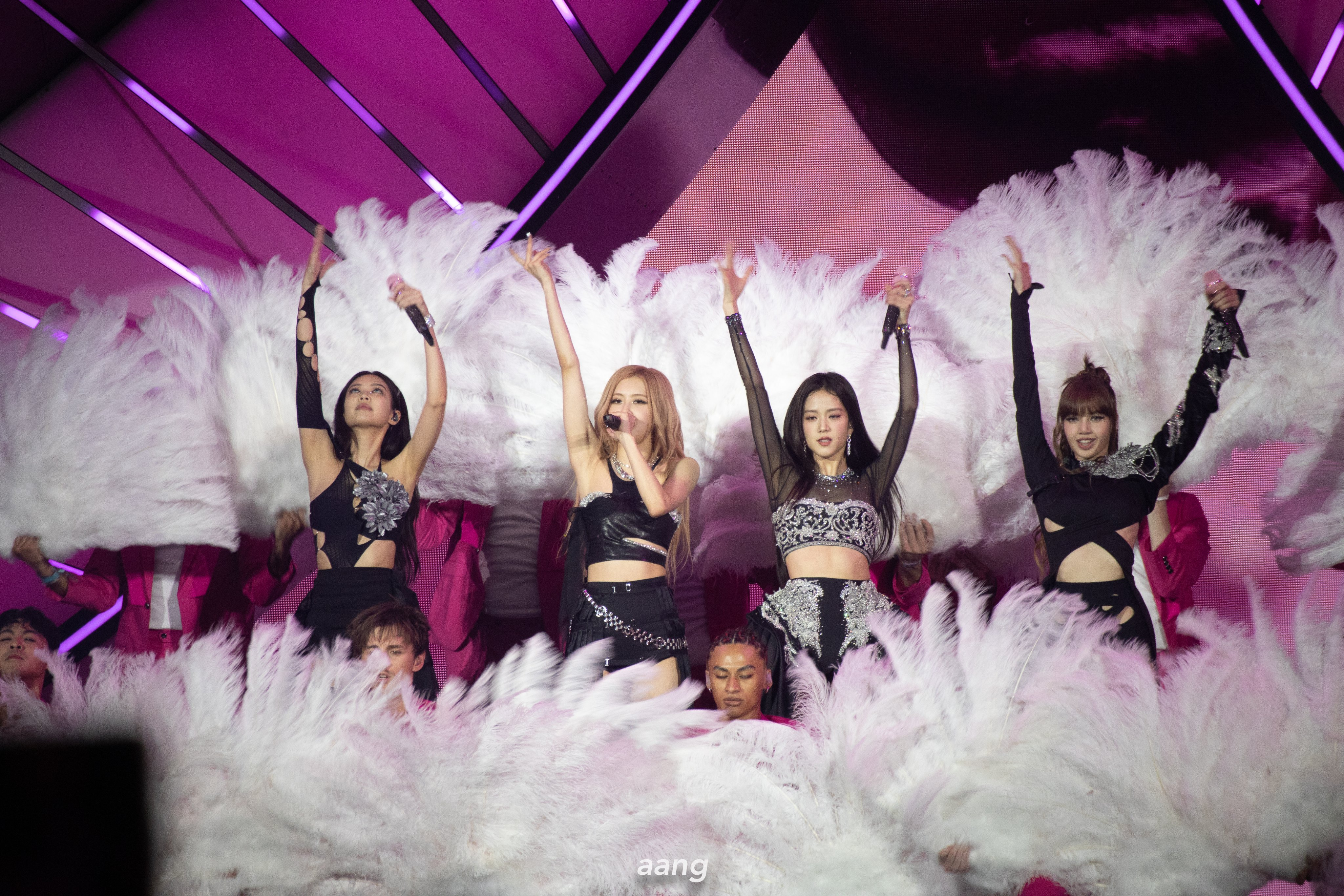
Blackpink podczas występu jako headliner na Coachella 2023

Po wydaniu albumu, Blackpink wyruszyły w trasę koncertową Born Pink World Tour, która rozpoczęła się w Seulu 15 października 2022 roku, a następnie obejmowała etapy w Ameryce Północnej i Europie do grudnia. 28 stycznia 2023 roku grupa wystąpiła z utworami „Pink Venom” i „Shut Down” wraz z muzykami Gautierem Capuçonem i Danielem Lozakovichem na imprezie charytatywnej Le Gala des Pièces Jaunes zorganizowanej przez Pierwszą Damę Francji Brigitte Macron w Paryżu. Trasa kontynuowana była w 2023 roku, obejmując stadionowe koncerty w Azji, a także kilka koncertów w Meksyku i Australii. Blackpink były headlinerami festiwalu Coachella Valley Music and Arts Festival 15 i 22 kwietnia, stając się pierwszą koreańską grupą, która headlinowała ten festiwal. 2 lipca zagrały jako headlinerzy na festiwalu BST Hyde Park w Londynie, zostając pierwszym zespołem K-popowym, który był główną gwiazdą dużego brytyjskiego festiwalu. Blackpink powrócił na trasę koncertową po stadionach w lipcu w ramach kolejnej tury, zaczynając od koncertów we Francji i Stanach Zjednoczonych. Trasa ta pobiła wiele rekordów, w tym uczyniła Blackpink trzecimi artystkami w historii, po Beyoncé i Taylor Swift, które wyprzedały kolejne koncerty na stadionie MetLife. Trasa zakończyła się 17 września 2023 roku dwoma koncertami finałowymi w Seulu. Pod koniec swojej trasy pobił rekord trasy Spice Girls Spice World – 2019 Tour, stając się najbardziej dochodową trasą koncertową wszech czasów kobiecej grupy. 18 maja grupa ogłosiła wydanie singla zatytułowanego „The Girls”, który zostanie wydany jako część ścieżki dźwiękowej do ich gry mobilnej Blackpink: The Game 23 sierpnia.
Z końcem umów Blackpink z YG Entertainment zaplanowanym na sierpień, wytwórnia wydała w lipcu oświadczenie dla południowokoreańskich mediów, potwierdzając, że rozmowy w sprawie przedłużenia kontraktów są obecnie prowadzone, a później w listopadzie potwierdziła kolejnym oświadczeniem, że „nadal prowadzą negocjacje z artystkami w sprawie ich wyłącznych kontraktów”.  15 listopada Billboard ogłosił Blackpink: A VR Encore, wersję encore koncertu grupy w Seulu przygotowaną do wirtualnej rzeczywistości we współpracy z Meta. Wyprodukowany przez Diamond Bros, 70-minutowy koncert ma swoją premierę w VR 26 grudnia w Meta Horizon Worlds.  5 grudnia 2023 roku YG Entertainment potwierdziło, że wszystkie cztery członkinie Blackpink przedłużyły swoje kontrakty na wspólne działania, obiecując jednocześnie nowy album i światową trasę koncertową.  
Film koncertowy upamiętniający ósmą rocznicę debiutu grupy, zatytułowany Blackpink World Tour [Born Pink] in Cinemas, ma trafić do kin na całym świecie od 31 lipca 2024 roku. Film będzie zawierał występy z Gocheok Dome w Seulu oraz materiały z innych miast, w których odbyła się trasa koncertowa. Blackpink ogłosiły na Weverse, że 8 sierpnia, z okazji ósmej rocznicy debiutu, zorganizują wydarzenie dla fanów. 88 fanów zostanie wybranych w drodze losowania i otrzyma zaproszenia na to wydarzenie. 

## Charakterystyka twórczości

### Styl i wpływy muzyczne
Muzykę Blackpink charakteryzowano głównie jako EDM i pop z elementami hip hopu i trapu, choć w ich dyskografii znalazły się różnorodne inne gatunki, takie jak R&B, muzyka arabska, ballada, disco i rock. W ich piosenkach często pojawiają się spadki basu, zwłaszcza tuż przed refrenem, co niektóre publikacje uważają za część ich charakterystycznego brzmienia. Wokalnie muzykę Blackpink opisuje się jako połączenie zuchwałego i odważnego rapowania z częstym wykorzystaniem „edgy” stylu śpiewania. Jisoo wyjaśniła w wywiadzie dla Rolling Stone, że członkinie są „zaangażowane od samego początku” w proces twórczy. W kontekście ich muzyki Billboard stwierdził, że Blackpink „przepisały definicję K-popu i ich piękno jest dla nich, nie dla nikogo innego”.
Na początku swojej kariery Blackpink oświadczyły, że chciały naśladować zespół z tej samej wytwórni, 2NE1 i „pokazać [swoją] własną unikalną barwę”. Blackpink wymieniały także różnych innych artystów jako swoje muzyczne inspiracje, w tym Lady Gagę, Arianę Grande, Cardi B i Selenę Gomez.

### Koncepcja, wizerunek i tematyka liryczna
Koncept Blackpink jest reprezentowany przez ich nazwę zespołu; strona „black” reprezentuje bardziej dojrzały, „girl crush” wizerunek, podczas gdy strona „pink” reprezentuje bardziej uroczy i kolorowy wizerunek. W wywiadzie dla Jimmy'ego Kimmela Rosé wyjaśniła, że grupa uważa, że „są dwie barwy, które nas najlepiej reprezentują, bo jesteśmy bardzo dziewczęce, ale jednocześnie jesteśmy też bardzo dzikie”, wymieniając swoją piosenkę „Pretty Savage” jako utwór, który je najlepiej opisuje, ponieważ „pasuje do „black pink”. Krytyk kulturowy Jung Deok-hyeon analizował, że Blackpink ustanowiły „pewny siebie” wizerunek i ma „solidną grupę fanów skupioną na kobietach”. Na konferencji prasowej z okazji wydania „Pink Venom” w sierpniu 2022 roku Jennie powiedziała o tożsamości grupy: „Staramy się wyrażać różne przesłania za pomocą piosenek różnych gatunków, ale Blackpink zawsze jest pełne pewności siebie, myślę, że jesteśmy sobie najbliższe". Teksty grupy zazwyczaj poruszają tematy niezależności, wzmocnienia pozycji kobiet, rozstań i toksycznych związków, a także letnich romansów.

## Wizerunek publiczny i wpływ
Od swojego debiutu Blackpink stały się wybitnym zespołem w K-popie i zostały nazwane „największym żeńskim zespołem na świecie” oraz „Królowymi K-popu”. Portal Insider napisał, że „wkroczyły na scenę K-popową z serią singli, które skierowały je na ścieżkę do zostania ambasadorkami konceptu „girl crush”, oddając „pewność siebie, seksapil i inspirujące zapewnienie w krajobrazie K-popowym”. Billboard określił je jako „najbardziej widocznymi przedstawicielkami K-popu” po wydaniu „Ddu-Du Ddu-Du” w 2018 roku.
W Korei Południowej zajęły pierwsze miejsce na liście Forbes Korea Power Celebrity 40 w 2019 roku, trzecie miejsce w 2020 roku i drugie miejsce w 2021 roku. Międzynarodowe media, takie jak Forbes, Billboard i The Hollywood Reporter, uznały popularność grupy oraz jej wkład w globalne rozpowszechnianie Korean Wave. Blackpink zostały wymienione przez magazyn Rolling Stone jako wyjątek od stereotypu, że większość udanych aktów K-popowych w Stanach Zjednoczonych to boysbandy.
Grupa została również uznana przez Międzynarodową Federację Przemysłu Fonograficznego (IFPI) za jeden z dwóch zespołów wiodących rozwój koreańskiego przemysłu muzycznego. Blackpink pojawiły się na wielu listach wpływowych. Były pierwszym żeńskim zespołem, który znalazł się na liście Forbes 30 Under 30 Asia oraz zostały umieszczone na liście 2019 Time 100 Next, obejmującej wschodzące gwiazdy, z uznaniem za „zapowiedź nowej ery koreańskich zespołów przekraczających bariery językowe, by występować na globalnych scenach”, kiedy jako pierwszy zespół K-popowy wystąpiły na Coachella, największym festiwalu muzycznym na świecie.
W kolejnym przełomowym osiągnięciu dla koreańskiego zespołu, Blackpink zostały uznane za największych muzyków na świecie w październiku 2020 roku według rankingu Pop Star Power przygotowanego przez Bloomberga. Magazyn People umieścił Blackpink na swojej liście kobiet zmieniających przemysł muzyczny. Stały się trzecim zespołem żeńskim w historii, które były na okładce magazynu Rolling Stone, po Spice Girls i Destiny's Child, kiedy pojawiły się na czerwcowym wydaniu tego magazynu w 2022 roku.
Blackpink zgromadziły dużą grupę obserwujących na mediach społecznościowych i platformach streamingowych. Zdobyły tytuł najbardziej subskrybowanej grupy muzycznej na YouTube we wrześniu 2019 roku, najbardziej subskrybowanej artystki żeńskiej w lipcu 2020 roku oraz ogólnie najbardziej subskrybowanego zespołu muzycznego we wrześniu 2021 roku, z niemal 82 milionami subskrybentów do września 2022 roku. Na Instagramie członkinie grupy są czterema najbardziej obserwowanymi osobami mieszkającymi w Korei Południowej (według kolejności od pierwszej do czwartej: Lisa, Jennie, Jisoo i Rosé). Blackpink stały się najbardziej obserwowanym zespołem żeńskim na Spotify w listopadzie 2019 roku; do września 2022 roku mają ponad 31 milionów obserwujących.
Zwłaszcza w Korei Południowej wpływ Blackpink rozciąga się również na modę. Każda z członkiń była globalną ambasadorką różnych luksusowych marek: Jisoo Diora, Jennie Chanel, Rosé Yves Saint Laurent, Lisa Bulgari i Celine. Dodatkowo, przypisuje się Blackpink przyciąganie międzynarodowej uwagi do południowokoreańskiego hanboku dzięki ich nowoczesnym reinterpretacjom tradycyjnego stroju w teledysku i występach „How You Like That”. Grupa uważa modę za ważną część swojego wizerunku publicznego, Jennie powiedziała magazynowi Elle, że moda „z pewnością wpływa na nas tak samo, jak muzyka”, a Rosé opisała ją jako nierozłączną z ich muzyką. Ich styl znany jest z łączenia jednolitości grupy z indywidualnymi gustami.

## Członkinie
- Kim Ji-soo (Hangul: 김지수), znana jako Jisoo, urodziła się w Seulu, w Korei Południowej w 1995 roku[182]. Jisoo dołączyła do YG Entertainment jako stażystka w lipcu 2011 roku[183].
- Jennie Kim (Hangul: 김제니), znana jako Jennie, urodziła się w Korei Południowej w 1996 roku[182]. Jennie wychowywała się i studiowała za granicą, w Nowej Zelandii. Dołączyła do YG w sierpniu 2010 roku[183].
- Roseanne Park lub Park Chae-young (Hangul: 박채영), znana także jako Rosé, urodziła się w Auckland, w Nowej Zelandii w 1997 roku, a wychowywała się w Melbourne, w Australii[182]. Dołączyła najpierw do YG auditions w Australii w maju 2012 roku[183].
- Lalisa Manobal (Tajski: ลลิษา มโนบาล), znana jako Lisa, urodziła się w Tajlandii w 1997 roku[182]. Zaczęła naukę tańca w młodym wieku i była częścią grupy tanecznej[184]. Była jedyną osobą, przyjętą do YG Entertainment podczas przesłuchania w Tajlandii w 2010 roku. Lisa dołączyła do YG Entertainment w kwietniu 2011 roku[183], stając się pierwszą niekoreańską artystką w firmie[185].

## Dyskografia

### Albumy studyjne
- The Album (2020)
- Born Pink (2022)

### Minialbumy
- Blackpink (2017)
- Square Up (2018)
- Kill This Love (2019)

## Trasy koncertowe
- Blackpink Arena Tour (2018)
- In Your Area World Tour (2018–2020)
- Born Pink World Tour (2022–2023)
- Deadline World Tour (2025–2026)

## Filmografia
- Blackpink House (2018, V Live / YouTube / JTBC2)
- YG Future Strategy Office (2018, Netflix)
- Blackpink X Star Road (2018, V Live)
- Blackpink Diaries (2019, V Live / YouTube)
- 24/365 with BLACKPINK (2020, YouTube)
- Blackpink: Light Up the Sky (2020, Netflix)
- Blackpink: The Movie (2021, Kino, Disney+)
- Born Pink Memories (2022, YouTube)

## Wideografia

### Teledyski
| Rok  | Nazwa                  | Album          | Wydawca             |
| ---- | ---------------------- | -------------- | ------------------- |
| 2016 | „Boombayah”            | Square One     | Seo Hyun-seung      |
| 2016 | „Whistle”              | Square One     | Seo Hyun-seung      |
| 2016 | „Stay”                 | Square Two     | Han Sa-min          |
| 2016 | „Playing With Fire”    | Square Two     | Han Sa-min          |
| 2017 | „As If It’s Your Last” | –              | Teddy               |
| 2018 | „Ddu-du ddu-du”        | Square Up      | Teddy & Gigant      |
| 2019 | „Kill This Love”       | Kill This Love | Teddy & Bekuh BOOM  |
| 2020 | „How You Like That”    | The Album      | Teddy & Danny Chung |
| 2020 | „Ice Cream”            | The Album      | Teddy & Danny Chung |
| 2020 | „Lovesick Girls”       | The Album      | 24 & R. Tee         |
| 2022 | „Pink venom”           | Born pink      | Teddy               |
| 2022 | „Shut Down”            | Born pink      | Teddy               |